# Philodromus thanatellus
Philodromus thanatellus är en spindelart som beskrevs av Embrik Strand 1909. Philodromus thanatellus ingår i släktet Philodromus och familjen snabblöparspindlar. Inga underarter finns listade i Catalogue of Life.